# Johan Gustaf Psilanderhielm
Johan Gustaf Psilanderhielm, född 12 mars 1723, död 17 maj 1782, var en svensk jurist och amatörmusiker.
Efter studier blev Psilanderhielm auskultant i Svea hovrätt 1743, amanuens 1745, hovjunkare 1746, extra ordinarie notarie 1748, vice notarius 1751 och assessor 1766. Han var kanslist vid Riddarhuset från 1756 och riddarhussekreterare från 1767, samt kansliråd.
Psilanderhielm var från 1767 gift med Catharina Lovisa Kirstein (1748–1770), dotter till Waldemar Anthon Kirstein och Eva Helena Törnbohm.
Psilanderhielm var kamrerare i Kungliga Musikaliska Akademien 1772–1782. Han invaldes som ledamot nr 51 av akademien den 16 juni 1772. Han var amatörmusiker och spelade flöjt, fagott, viola, kontrabas och violon. Han var även medlem av Utile Dulci.